# Karel Janáček
Karel Janáček (* 22. September 1906 in Brünn, Österreich-Ungarn; † 14. Februar 1996 in Brünn, Tschechien) war ein tschechischer Klassischer Philologe und Philosophiehistoriker auf dem Gebiet der Antiken Philosophie.

## Leben
Karel Janáček studierte von 1924 bis 1928 an der Universität Brünn Slawistik, Germanistik, Altphilologie und Vergleichende Sprachwissenschaft. 1928 wurde er mit einer Dissertation zum „Akzent im Litauischen“ promoviert. Anschließend war er als Gymnasiallehrer tätig, daneben ab 1937 als Lektor für Griechisch an der Universität Brünn. 1945 habilitierte er sich an der Universität Brünn für Klassische Philologie und 1946 an der Universität Olmütz für Vergleichende Sprachwissenschaft und lehrte dann an beiden Universitäten. Von 1948 bis 1961 war er ordentlicher Professor für Klassische Philologie an der Universität Olmütz und von 1961 bis zu seiner Emeritierung 1973 an der Universität Prag.
Seine Forschungsschwerpunkte waren Sextus Empiricus, die Pyrrhonische Skepsis und Diogenes Laërtius. Zu den beiden Autoren veröffentlichte er Indices.

## Schriften (Auswahl)
Vollständige Publikationsverzeichnisse finden sich in: Acta Universitatis Carolinae. Graecolatina Pragensia 21, 1996, 2–20, und in: Eirene 32, 1996, 12–23.
- Prolegomena to Sextus Empiricus. Nákladem Palackého Universita, Olmütz 1948.
- Sextus Empiricus’ Sceptical Methods. Universita Karlova, Prag 1972.
- Studien zu Sextus Empiricus, Diogenes Laertius und zur pyrrhonischen Skepsis. Herausgegeben von Jan Janda und Filip Karfík (= Beiträge zur Altertumskunde Band 249). De Gruyter, Berlin 2008 (Aufsatzsammlung, enthält S. XI–XIX eine Würdigung Janáčeks) – Rezension von Tiziano Dorandi, in: sehepunkte 8 (2008), Nr. 6 (online).